# Repräsentantenhaus von Illinois

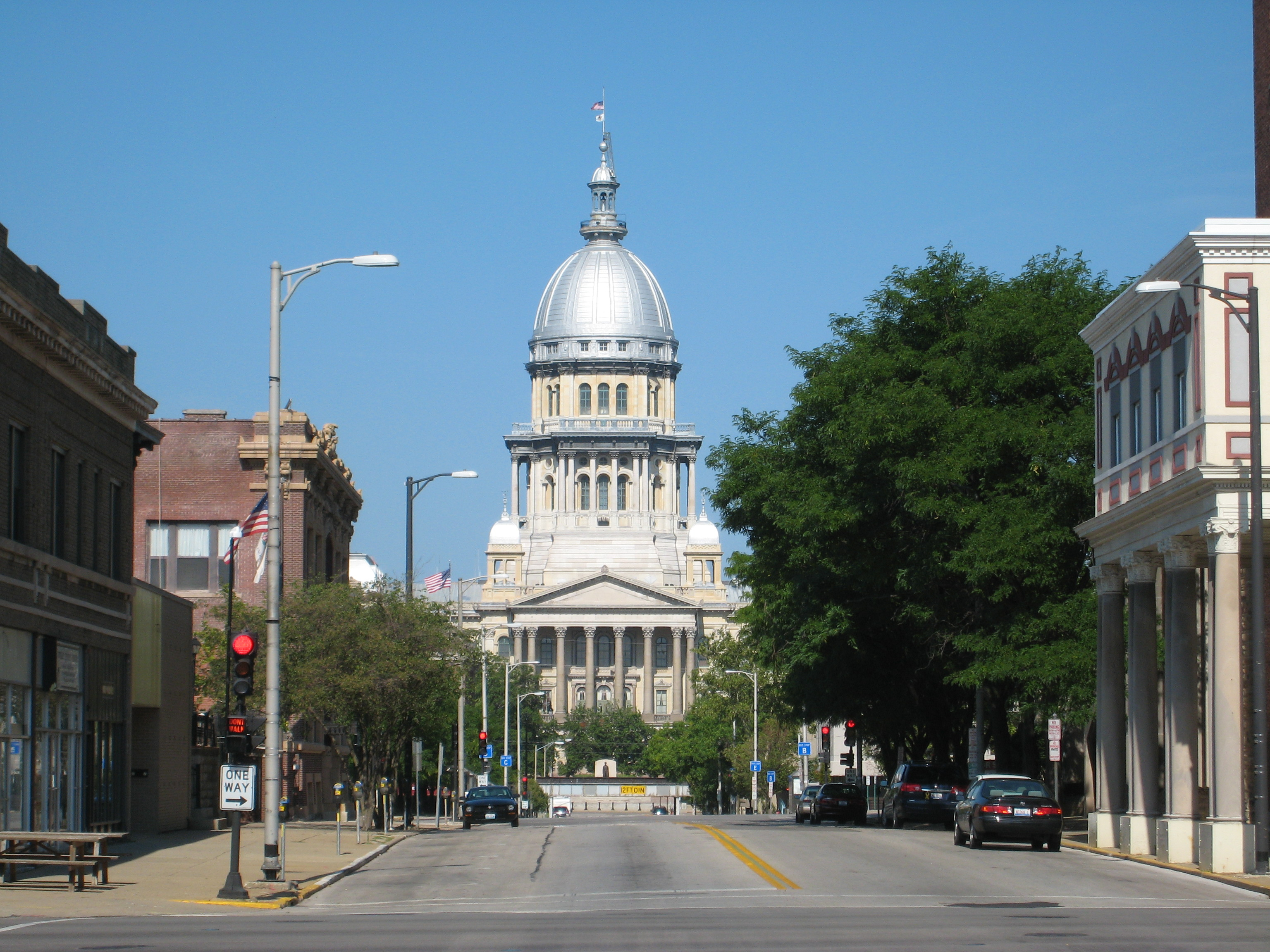
Illinois State Capitol in Springfield

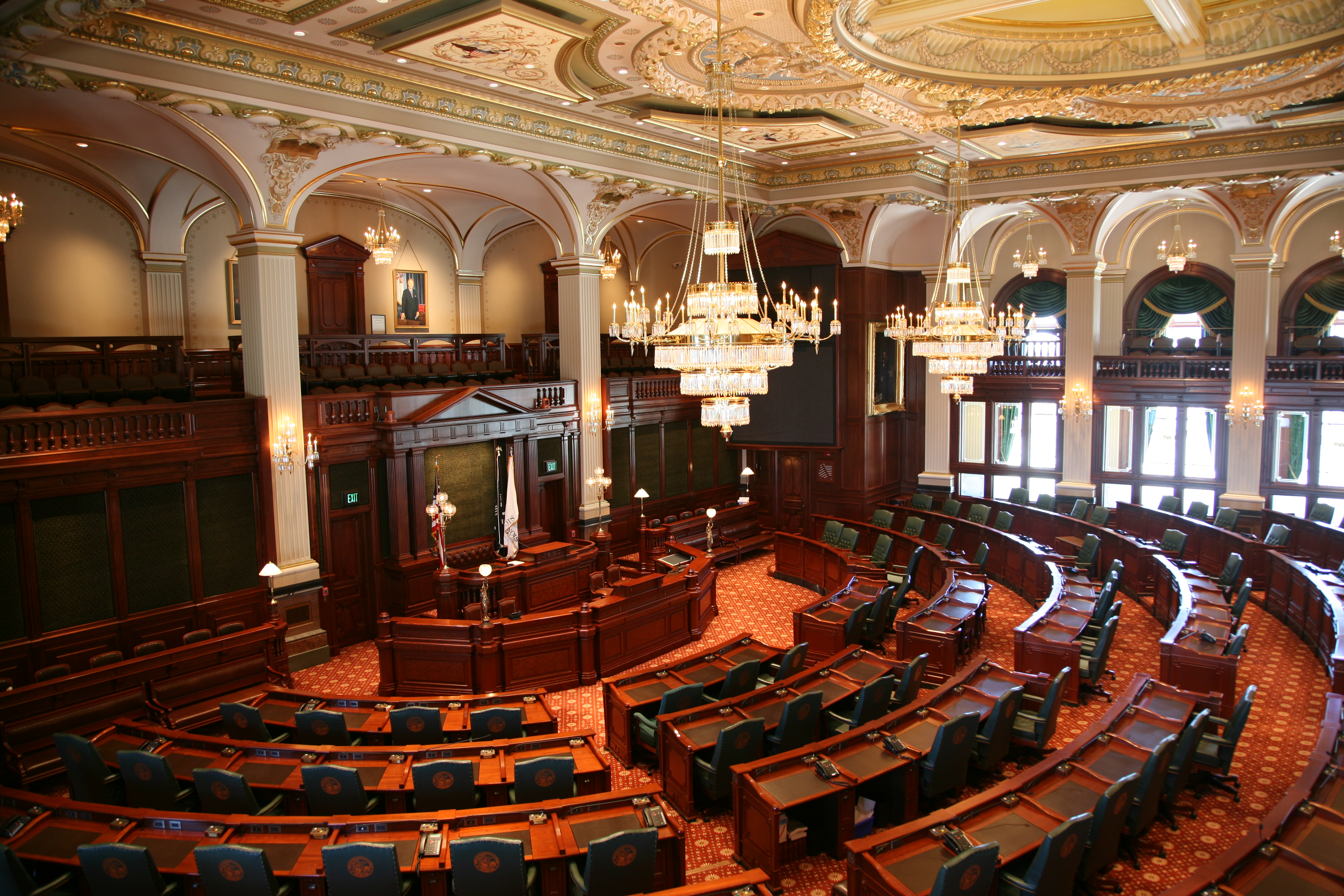
Plenarsaal des Repräsentantenhauses von Illinois

Das Repräsentantenhaus von Illinois (Illinois House of Representatives) ist das Unterhaus der Illinois General Assembly, der Legislative des US-Bundesstaates Illinois. Die Kammer wurde 1818 nach der Annahme der ersten Staatsverfassung von Illinois geschaffen.
Die Parlamentskammer setzt sich aus 118 Abgeordneten zusammen, die jeweils einen Wahldistrikt repräsentieren. Die Abgeordneten werden jeweils für zweijährige Amtszeiten gewählt; eine Beschränkung der Amtszeiten existiert nicht. Im Gegensatz dazu schwanken bei dem Senat von Illinois die Amtszeiten zwischen zwei und vier Jahren.
Der Sitzungssaal des Repräsentantenhauses befindet sich gemeinsam mit dem Staatssenat im Illinois State Capitol in der Hauptstadt Springfield. Der erste offizielle Arbeitstag in jedem Jahr ist der zweite Mittwoch im Januar.

## Aufgaben des Repräsentantenhauses
Die Primäraufgaben der Kammer sind es, Gesetzesentwürfe zu verabschieden, den Staatshaushalt zu genehmigen, auf bundesstaatliche Verfassungsänderungen einzuwirken, sowie auch jene für Illinois vorzuschlagen. Es hat auch die Macht, Einsprüche seitens des Gouverneurs mit einer Drei-Fünftel-Mehrheit aufzuheben. Ferner besitzt die Kammer die Macht, Beamte der Exekutive und Judikative wegen Amtsvergehen anzuklagen.

## Struktur der Kammer
Der Vorsitzende des Repräsentantenhauses ist der Speaker of the House. Er wird jede zwei Jahre durch die Mitglieder der Kammer gewählt. Der Speaker ist für den Ablauf der Gesetzgebung verantwortlich und überwacht die Abstellungen in die verschiedenen Ausschüsse. Speaker ist seit 2021 der Demokrat Emanuel „Chris“ Welch.
Weitere wichtige Amtsinhaber sind der Mehrheitsführer (Majority leader) und der Oppositionsführer (Minority leader), die von den jeweiligen Fraktionen gewählt werden. Majority leader der Demokraten ist Robyn Gabel, Minority leader der Republikaner ist Tony McCombie.

## Änderung in der Kammer
Vor dem Cutback Amendment 1980 in der Staatsverfassung war Illinois in 59 Legislativbezirke unterteilt. Jeder von diesen stellte drei Abgeordnete im Repräsentantenhaus. Die Kammer hatte somit 177 Mitglieder. Ferner besaß Illinois ein Wahlsystem, das eine kumulierte Stimmabgabe nahelegte: Jeder einzelne Wähler gab drei legislative Stimmen ab und konnte so wahlweise entweder jedem der drei Kandidaten eine Stimme, einem Kandidaten alle drei Stimmen (besser bekannt als ein bullet vote) oder sogar zwei Kandidaten eineinhalb Stimmen geben. Nach dem Durchgang des Cutback Amendment wurde dieses System abgeschafft und die Abgeordneten wurden von da an von 118 einzelnen Wahlbezirken gewählt.

## Zusammensetzung nach der Wahl im Jahr 2022
| Partei                 | Abgeordnete |
| ---------------------- | ----------- |
| Demokratische Partei   | 78          |
| Republikanische Partei | 40          |
| Summe                  | 118         |
| Mehrheit ab            | 60          |